# Stanleya
Stanleya es un género de plantas con flores perteneciente a la familia Brassicaceae.   Comprende 22 especies descritas y de estas, solo 5 aceptadas.

## Descripción
Estas hierbas llevan inflorescencia densa con flores de color amarillo a blanco con estambres largos. Las especies de Stanleya son nativas al oeste de los Estados Unidos. Estas plantas son tóxicas porque concentran selenio de la tierra en sus tejidos. 

## Taxonomía
El género fue descrito por Thomas Nuttall  y publicado en The Genera of North American Plants 2: 71–72. 1818. La especie tipo es: Stanleya pinnata (Pursh) Britton
Etimología
El género debe su nombre a Edward Smith Stanley (1773-1849), ornitólogo inglés.

## Especies aceptadas
A continuación se brinda un listado de las especies del género Stanleya aceptadas hasta mayo de 2014, ordenadas alfabéticamente. Para cada una se indica el nombre binomial seguido del autor, abreviado según las convenciones y usos. 
- Stanleya bipinnata Greene
- Stanleya confertiflora (B.L. Rob.) Howell
- Stanleya pinnata (Pursh) Britton
- Stanleya tomentosa Parry
- Stanleya viridiflora Nutt.